# Gilbert Debreuck
Gilbert Debreuck (Elverdinge, 29 mei 1936  - Eernegem, 24 augustus 2007) was een Belgisch socialistisch politicus en burgemeester van Ichtegem.

## Biografie
In 1965 trok Debreuck naar Eernegem, waar hij secretaris van de Bond Moyson werd.
Debreuck was politiek actief, was er mede-oprichter van de lokale BSP-afdeling en in 1970 nam hij deel aan de gemeenteraadsverkiezingen. Hij behaalde 458 voorkeurstemmen en werd niet verkozen in de gemeenteraad. Van 1 april 1970 tot 30 maart 1977 bekleedde hij een mandaat in de Commissie van Openbare Onderstand Eernegem.  In 1977 werd Eernegem een deelgemeente van Ichtegem. Debreuck was een jaar eerder lijsttrekker van de BSP-lijst en belandde in de gemeenteraad van de nieuwe gemeente Ichtegem. Bij de verkiezingen van 1982 werd de lijst verruimd onder de naam Nieuw Beleid. De lijst vormde met de partij Gemeentebelangen een coalitie en Debreuck werd burgemeester, hij bleef dit ook na de verkiezingen van 1988.
In 1994 sloot zijn lijst een overeenkomst met de CVP. Debreuck bleef na de verkiezingen nog burgemeester tot 30 april 1998 en gaf halverwege de legislatuur het burgemeesterschap door aan CVP'er Karl Bonny. Op hetzelfde ogenblik nam hij ook ontslag uit de gemeenteraad. In 2000 brak Debreuck met de SP en kwam hij op met de scheurlijst Samen, wat de socialisten naar de oppositie verwees. Hij overleed in 2007 op 71-jarige leeftijd.
Van december 1978 tot november 1981 en van februari 1984 tot oktober 2000 zetelde Gilbert Debreuck ook in de provincieraad van West-Vlaanderen. Van 1994 tot 2000 was hij ook voorzitter van Gaselwest Kust. De laatste jaren van zijn leven werkte hij als vrijwillige blindenbegeleider bij de Brailleliga-afdeling Gent.
In 2009 werd een nieuwe straat nabij zijn vroegere woonplaats naar hem vernoemd.